# Helena Barlow
Helena Josephine Barlow (* 5. September 1998 in London) ist eine britische Schauspielerin.

## Karriere
Barlow wirkte als Kind in mehreren Theaterstücken mit, unter anderem als Balletttänzerin in einer Aufführung von Der Nussknacker und als Wendy Darling in einer Schulaufführung von Peter Pan.
2011 machte Barlow im Alter von zwölf Jahren ihr Filmdebüt als Rose Weasley, die Tochter von Ron und Hermine, in den Schlussszenen von Harry Potter und die Heiligtümer des Todes – Teil 2, dem zweiten Teil der Verfilmung des Romans Harry Potter und die Heiligtümer des Todes ausgewählt wurde. Im selben Jahr wirkte sie in Horrid Henry: The Movie, einer Verfilmung von Francesca Simons Kinderbuch Henry der Schreckliche, mit.
2012 war sie in Mike Nevells Verfilmung von Charles Dickens’ Große Erwartungen zu sehen. Hier spielte sie die Rolle der jugendlichen Estella Havisham, die als Erwachsene von Holliday Grainger verkörpert wurde. 2013 wirkte Barlow in der Titelrolle in dem Kurzfilm Harriet and the Matches der Regisseurin Miranda Howard-Williams mit, welcher auf der Erzählung Die gar traurige Geschichte mit dem Feuerzeug aus Heinrich Hoffmanns Struwwelpeter basiert. Erst sechs Jahre später erfolgte ihr nächster Filmauftritt in dem Kurzfilm Itily: I Think I Love You.

## Filmografie
- 2011: Harry Potter und die Heiligtümer des Todes – Teil 2 (Harry Potter and the Deathly Hallows – Part 2)
- 2011: Horrid Henry: The Movie
- 2012: Große Erwartungen (Great Expectations)
- 2013: Harriet and the Matches (Kurzfilm)
- 2019: Itily: I Think I Love You (Kurzfilm)
- 2023: Rosamunde Pilcher: Schlagzeile Liebe (Fernsehreihe)